# National Soccer League 1985
La National Soccer League 1985 fue la novena temporada de la National Soccer League, la liga de fútbol profesional en Australia. Desde 1977, la Federación de Fútbol de Australia (FFA) estuvo al frente de la organización. Se disputó hasta 2004, para darle paso a la A-League (llamada Hyundai A-League), que comenzó en la temporada 2005-06. En esta competición participaron 24 clubes, de los cuales, 12 conformaron la conferencia Norte y el resto la conferencia Sur.
Durante la etapa clasificatoria el Sydney City obtuvo el mejor puntaje al terminar con 35 puntos y 42 goles a favor, la tercera mejor marca para un club en todo el certamen. Mientras tanto, el South Melbourne ocupó el primer lugar en la conferencia Sur con 33 puntos y 39 goles a favor y 21 en contra, la tercera mejor marca de su conferencia.
En la conferencia norte se clasificaron los 5 mejores equipos a unas rondas eliminatorias, siendo el Sydney City el finalista. En la conferencia sur el Brunswick Juventus fue el segundo finalista. Ambos se enfrentaron en dos ocasiones: la primera el 4 de septiembre con victoria para el Brunswick Juventus por un gol a cero y en el segundo y definitivo encuentro nuevamente el equipo ganó por el mismo resultado. Fue el primer título para el Brunswick Juventus, en toda la historia de la competición.
En cuanto a los premios de la competición, el futbolista con más goles fue Charlie Egan del South Melbourne con 21 goles, Eddie Thomson del Sydney City el mejor técnico y Graham Honeyman del West Adelaide SC el mejor jugador del año.

## Equipos
Se clasificaron 12 equipos para cada conferencia:
| - APIA Leichhardt Tigers - Blacktown City FC - Canberra City - Inter Monaro - Marconi Fairfield - Newcastle Rosebud United - Penrith City SC - Sydney City - Sydney Croatia - Sydney Olympic - St. George Saints - Wollongong City | - Adelaide City - Brisbane City - Brisbane Lions - Brunswick Juventus - Green Gully Cavaliers - Heidelberg United - Footscray JUST - Melbourne Croatia - Preston Lions FC - South Melbourne FC - Sunshine George Cross - West Adelaide |

## Clasificación
| Posición              | Equipo                 | PJ | PG | PE | PP | GF | GC | GD  | Puntos |
| --------------------- | ---------------------- | -- | -- | -- | -- | -- | -- | --- | ------ |
| 1                     | Sydney City            | 22 | 15 | 5  | 2  | 42 | 19 | +23 | 35     |
| 2                     | Sydney Croatia         | 22 | 14 | 5  | 3  | 50 | 22 | +28 | 33     |
| 3                     | Marconi Fairfield      | 22 | 11 | 7  | 4  | 44 | 26 | +18 | 29     |
| 4                     | Sydney Olympic         | 22 | 12 | 3  | 7  | 29 | 25 | +4  | 27     |
| 5                     | St. George Saints      | 22 | 7  | 8  | 7  | 31 | 26 | +5  | 22     |
| 6                     | Canberra City          | 22 | 8  | 6  | 8  | 33 | 35 | -2  | 22     |
| 7                     | Inter Monaro           | 22 | 7  | 6  | 9  | 29 | 37 | -8  | 20     |
| 8                     | Blacktown City FC      | 22 | 7  | 4  | 11 | 30 | 34 | -4  | 18     |
| 9                     | APIA Leichhardt Tigers | 22 | 7  | 2  | 13 | 23 | 34 | -11 | 16     |
| 10                    | Wollongong City        | 22 | 5  | 6  | 11 | 29 | 46 | -17 | 16     |
| 11                    | Penrith City SC        | 22 | 4  | 6  | 12 | 24 | 35 | -11 | 14     |
| 12                    | Newcastle Rosebud      | 22 | 4  | 4  | 14 | 20 | 45 | -25 | 12     |
| Estadísticas finales. |                        |    |    |    |    |    |    |     |        |

|  |                                                    |
|  | Equipos clasificados a eliminatorias.              |
|  | Equipo relegado a la National Premier Leagues NSW. |

| Posición              | Equipo                | PJ | PG | PE | PP | GF | GC | GD  | Puntos |
| --------------------- | --------------------- | -- | -- | -- | -- | -- | -- | --- | ------ |
| 1                     | South Melbourne       | 22 | 14 | 5  | 3  | 39 | 21 | +18 | 33     |
| 2                     | Brunswick Juventus    | 22 | 11 | 7  | 4  | 33 | 19 | +14 | 29     |
| 3                     | Heidelberg United     | 22 | 10 | 7  | 5  | 29 | 17 | +12 | 27     |
| 4                     | Melbourne Croatia     | 22 | 9  | 6  | 7  | 29 | 21 | +8  | 24     |
| 5                     | Preston Lions FC      | 22 | 9  | 6  | 7  | 30 | 28 | +2  | 24     |
| 6                     | Sunshine George Cross | 22 | 8  | 7  | 7  | 25 | 22 | +3  | 23     |
| 7                     | Brisbane Lions        | 22 | 9  | 4  | 9  | 29 | 29 | 0   | 22     |
| 8                     | Green Gully Cavaliers | 22 | 6  | 6  | 10 | 24 | 29 | -5  | 18     |
| 9                     | Adelaide City         | 22 | 6  | 6  | 10 | 29 | 35 | -6  | 18     |
| 10                    | West Adelaide         | 22 | 6  | 5  | 11 | 24 | 37 | -13 | 17     |
| 11                    | Brisbane City         | 22 | 6  | 5  | 11 | 25 | 42 | -17 | 17     |
| 12                    | Footscray JUST        | 22 | 5  | 2  | 15 | 25 | 41 | -16 | 12     |
| Estadísticas finales. |                       |    |    |    |    |    |    |     |        |

|  |                                       |
|  | Equipos clasificados a eliminatorias. |

## Final

### Primer partido
| 4 de septiembre de 1985 | Sydney City | 0-1     | Brunswick Juventus | St George Stadium, Sídney                               |                                                         |
|                         |             | Reporte | Incantalupo 38'    | Asistencia: 2491 espectadores Árbitro(s): Peter Rampley | Asistencia: 2491 espectadores Árbitro(s): Peter Rampley |

### Segundo partido
| 8 de septiembre de 1985 | Brunswick Juventus | 1-0     | Sydney City | Olympic Park Stadium, Melbourne                        |                                                        |
|                         | Incantalupo 41'    | Reporte |             | Asistencia: 7560 espectadores Árbitro(s): Don Campbell | Asistencia: 7560 espectadores Árbitro(s): Don Campbell |

## Premios
- Jugador del año: Graham Honeyman (West Adelaide SC)[1]
- Jugador del año categoría sub-21: Alan Hunter (Brisbane Lions SC)[1]
- Goleador: Charlie Egan (South Melbourne - 21 goles)[1]
- Director técnico del año: Eddie Thomson (Sydney City)[1]